# Józef Pędracki (oficer)
Józef Pędracki (ur. 17 lipca 1891 w Tarnowie, zm. po 1933) – major artylerii Wojska Polskiego.

## Życiorys
Urodził się 17 lipca 1891 w Tarnowie, ówczesnym mieście powiatowym Królestwa Galicji i Lodomerii. Narodowości i obywatelstwa polskiego, wyznania rzymskokatolickiego.
W czasie I wojny światowej walczył w szeregach cesarskiej i królewskiej Armii. Jego oddziałem macierzystym był Pułk Artylerii Górskiej Nr 13. Na stopień porucznika został mianowany ze starszeństwem z 1 listopada 1916 w korpusie oficerów rezerwy artylerii polowej i górskiej.
Od lutego 1919 przebywał w Królestwie Serbów, Chorwatów i Słoweńców. 22 maja tego roku został pomocnikiem attaché wojskowego przy Poselstwie RP w Belgradzie. 1 stycznia 1921 zastąpił majora Aleksandra Powroźnickiego na stanowisku attaché wojskowego.
3 maja 1922 został zweryfikowany w stopniu kapitana ze starszeństwem z 1 czerwca 1919 i 43. lokatą w korpusie oficerów artylerii, a jego oddziałem macierzystym był 1 Pułk Artylerii Ciężkiej. W 1923 pełnił służbę w Oddziale II Sztabu Generalnego na stanowisku referenta, pozostając oficerem nadetatowym 1 pac. W następnym roku został przeniesiony do 23 Pułku Artylerii Polowej w Będzinie na stanowisko dowódcy III dywizjonu, detaszowanego w Żorach. 1 grudnia 1924 został mianowany majorem ze starszeństwem z 15 sierpnia 1924 i 9. lokatą w korpusie oficerów artylerii. W 1926 został przeniesiony do kadry oficerów artylerii z równoczesnym przeniesieniem służbowym do Szkoły Podchorążych Piechoty w Ostrowi Mazowieckiej na stanowisko instruktora artylerii. Z dniem 1 sierpnia 1929 został przeniesiony do 18 Pułku Artylerii Polowej w Ostrowi Mazowieckiej na stanowisko kwatermistrza, lecz już 31 grudnia tego roku został przeniesiony w stan spoczynku.
W 1934, jako oficer stanu spoczynku pozostawał w ewidencji Powiatowej Komendy Uzupełnień Gdynia. Posiadał przydział do Oficerskiej Kadry Okręgowej Nr VIII. Był wówczas „przewidziany do użycia w czasie wojny”. Mieszkał w Gdyni przy ul. Zygmunta Augusta. Był zastępca dyrektora spółki Warszawskie Towarzystwo Transportowe i kierownikiem firmy „Stevedoring” sp. z o.o. Gdynia – port, założonej w czerwcu 1934. Był także członkiem Związku Rezerwistów.
20 lutego 1941 dostał się do niewoli niemieckiej (numer jeniecki 355). Po zakończeniu II wojny światowej został członkiem zarządu reaktywowanej spółki Warszawskie Towarzystwo Transportowe. W 1948 został aresztowany.
Na cmentarzu parafialnym w Pruszkowie został pochowany Józef Pędracki zmarły 19 maja 1951 w wieku 60 lat oraz jego żona – Anna z Podmagórskich (1903–2000) i syn Roman, ps. „Jastrzębiec” (1924–1977), kapral podchorąży plutonu artylerii przeciwlotniczej 566 Obwodu Żoliborz AK, a następnie Grupy Kampinos.

## Ordery i odznaczenia
- Krzyż Kawalerski Orderu Odrodzenia Polski – 2 maja 1923[20][21][22]
- Złoty Krzyż Zasługi – 10 listopada 1928[23]
- Krzyż Oficerski Orderu Gwiazdy Rumunii[24]
- Krzyż Oficerski jugosłowiańskiego Orderu Orła Białego[25][24][26]

austriackie
- Krzyż Zasługi Wojskowej 3 klasy z dekoracją wojenną i mieczami
- Srebrny Medal Zasługi Wojskowej z mieczami na wstążce Krzyża Zasługi Wojskowej dwukrotnie
- Brązowy Medal Zasługi Wojskowej z mieczami na wstążce Krzyża Zasługi Wojskowej
- Krzyż Wojskowy Karola
- Krzyż Pamiątkowy Mobilizacji 1912–1913[27]